# Ryszard Dyja
Ryszard Dyja (ur. 24 maja 1930 w Sosnowcu k. rodzinnego domu Jana Kiepury, zm. 2 października 2002 we wsi Pluski k. Olsztynka) – polski dziennikarz, komentator sportowy, reżyser filmów dokumentalnych o tematyce sportowej.
Po II wojnie światowej kontynuował naukę w Gimnazjum i Liceum im. Bolesława Prusa w Sosnowcu. W szkole kierował pracą samorządu uczniowskiego. Wyróżniał się umiejętnościami sportowymi (tenis stołowy, gra w piłkę nożną w RKU Sosnowiec). W 1951 zdał maturę. W 1954 ukończył Studium Dziennikarskie Uniwersytetu Jagiellońskiego w Krakowie. Po studiach nawiązał kontakt z katowickim „Wieczorem”, w którym publikował felietony. W latach 1953–1968 tworzył audycje sportowe w Polskim Radiu. W latach 1968–1988 był 3-krotnie szefem Naczelnej Redakcji Programów Sportowych TVP. Jako dobry organizator skupiał wokół siebie entuzjastów sportu (np. Dariusz Szpakowski, Feliks Żmuda). Był sprawozdawcą na wielu imprezach sportowych, m.in. na olimpiadach w Rzymie, Tokio, Meksyku, Innsbrucku i Sapporo, mistrzostwach świata w piłce nożnej w RFN, Argentynie i Meksyku, rajdach Monte Carlo.
Był autorem wielu książek, w tym „Czas narodzin i czas umierania” (Warszawa 1999), które jest wspomnieniem o najsłynniejszym polskim komentatorze Janie Ciszewskim, a także reżyser ponad 40 filmów i reportaży o tematyce sportowej.

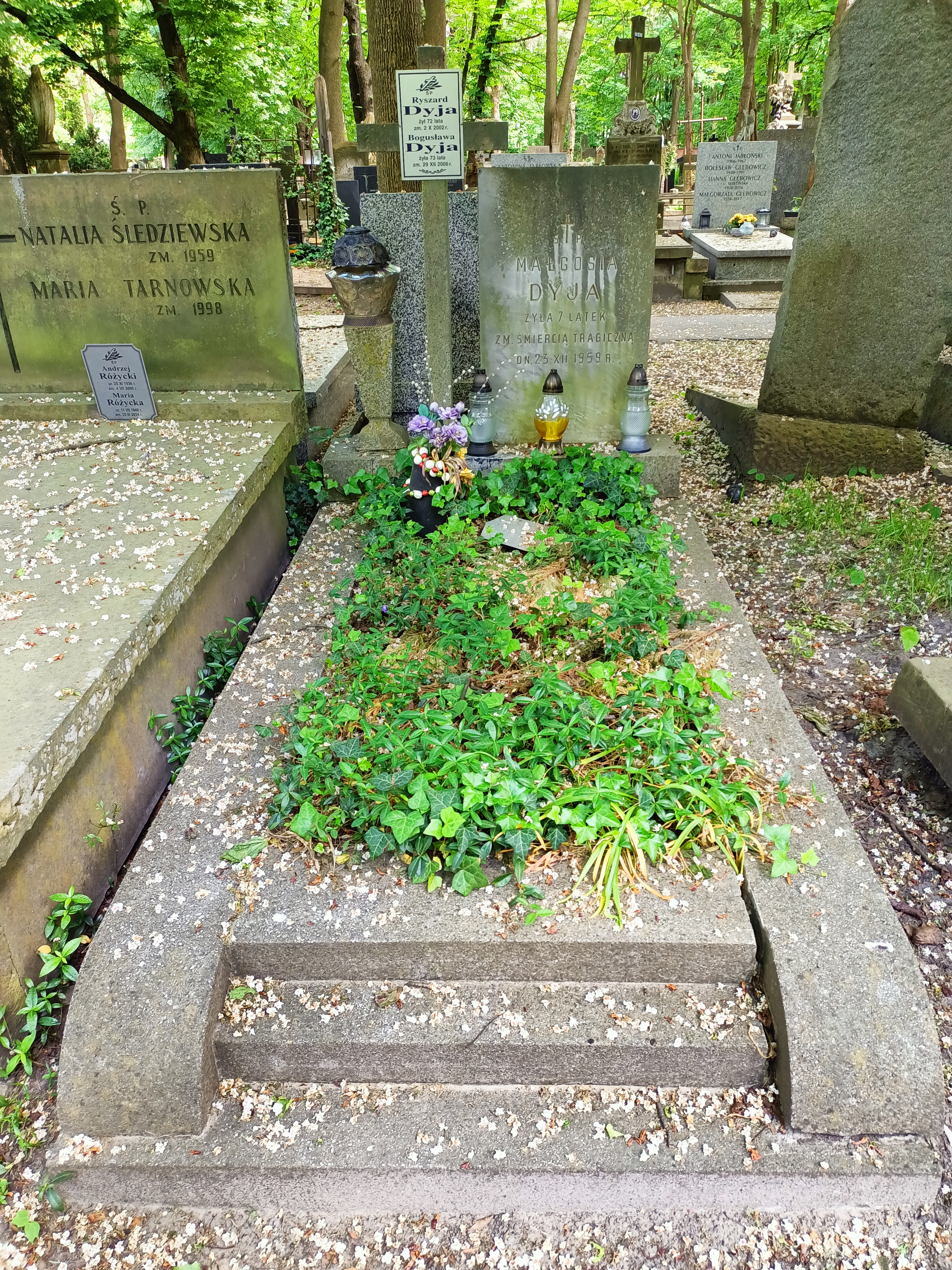
Nagrobek Ryszarda Dyji na cmentarzu powązkowskim w Warszawie

Został pochowany na warszawskich Powązkach kwatera 247, rząd 2, grób 4.